# Brother Ali
Brother Ali (nacido como Jason Newman en 1977, ahora Ali Newman) es originario de Madison, Wisconsin. A los quince años llegó a Minnesota, en donde
se ha hecho su carrera en el mundo del Hip Hop. Sus introspectivas letras han causado furor y buena crítica; además de contar con un flow cargado de pasión. Su primer álbum fue producido por él mismo en su casa, Rites of Passage (2000). Luego de hacerse un nombre en el ambiente  under pasó a ser miembro de Rhymesayers Entertainment, un sello independiente fundado por el líder de Atmosphere, Slug, en colaboración con Brent Sayers, Musab S'ad Ali, Derek Turner y Anthony Davis. En 2003 saco su primer disco bajo el sello Shadows on the Sun (2003) ANT (Anthony Davis) de Atmosphere produjo este álbum y The Champion EP del 2004. En 2007 sacó The Undisputed Truth un disco cargado de protestas que contiene el tema "Uncle Sam Goddamn" que es una fuerte crítica al gobierno de los Estados Unidos. En las giras, Brother Ali Tours lleva a su DJ, BK One. Es importante apuntar que Ali es albino, su piel es sensible al sol, y cuenta con una visión pobre. Además, predica la fe del Islam. Es uno de los raperos más destacados del ambiente underground del Hip-Hop.

## Discografía
- Rites of Passage (2000)
- Shadows on the Sun (2003)
- The Champion EP (2004)
- The Undisputed Truth (2007)
- The Truth Is Here EP (2009)
- Us LP (2009)